# Yuan de Control
El Yuan de Control es la rama supervisora y auditora del Gobierno de la República de China, tanto durante su estancia en China continental como en Taiwán.
Diseñado como un híbrido entre auditor y defensor del pueblo por la ley taiwanesa, el Yuan de Control tiene los siguientes poderes:
- Destitución: El Yuan de Control tiene la facultad de destituir a funcionarios gubernamentales. Los casos de destitución que prosperan pasan al Tribunal Disciplinario del Yuan Judicial para su resolución.[3] La destitución del presidente y del vicepresidente de la República sigue un procedimiento diferente y no pasa por el Yuan de Control.
- Censura: El Yuan de Control también tiene la facultad de censurar a un funcionario gubernamental. La censura se envía a su superior jerárquico.[4]

- Auditoría: El Yuan Ejecutivo (gabinete) presenta anualmente el presupuesto anual al Yuan de Control para su auditoría.

- Medidas Correctivas: Tras investigar el trabajo y las instalaciones del Yuan Ejecutivo y sus órganos subordinados, el Yuan de Control podrá proponer medidas correctivas al Yuan Ejecutivo o a sus órganos subordinados para su mejora, una vez que estas medidas sean examinadas y aprobadas por los comités pertinentes.

Según la Constitución vigente, el Yuan de Control estará compuesto por 29 miembros. Un miembro será el presidente del Yuan de Control y otro el vicepresidente. Todos los miembros, incluidos el presidente y el vicepresidente del Yuan de Control, serán propuestos por el presidente de la República y aprobados por el Yuan Legislativo (el parlamento de la RDC). El mandato de los miembros es de seis años.
Antes de las reformas constitucionales de la década de 1990, el Yuan de Control, junto con la Asamblea Nacional (colegio electoral) y el Yuan Legislativo (Cámara Baja), formaban el parlamento nacional tricameral. Funcionaba de forma similar a la Cámara Alta de una legislatura bicameral, aunque constituía su propia rama y era elegido indirectamente por las legislaturas provinciales o municipales, con 178 senadores electos.

## Procedimiento de destitución y casos destacados
El Yuan de Control es responsable de investigar posibles infracciones a las leyes y reglamentos de los servidores públicos y de promover procesos de destitución si es necesario. Las investigaciones son iniciadas por al menos dos miembros del Yuan de Control, y los comités de investigación deben estar compuestos por al menos nueve miembros del Yuan de Control. Los casos de destitución se resolverán por mayoría de votos de los miembros del comité de investigación. Los casos de destitución que prosperen se remitirán al Tribunal Disciplinario (懲戒法院) bajo el Yuan Judicial para su adjudicación. Sin embargo, el proceso de destitución del presidente o vicepresidente será iniciado por el Yuan Legislativo (parlamento) y resuelto por el Tribunal Constitucional, bajo la jurisdicción del Yuan Judicial. Los detalles sobre el proceso de destitución se estipulan en las Normas de Ejecución de la Ley de Control.
- El 19 de febrero de 2020, el Yuan de Control impugnó a cinco militares a los que consideró responsables del accidente de un caza F-16 el 4 de junio de 2018, en el que murieron todos los ocupantes. El caso se remitió a la Comisión de Sanciones Disciplinarias para Funcionarios Públicos del Yuan Judicial para determinar la sanción.[7]
- Hsieh Kung-ping, un alto asesor del ex comisionado del condado de Hualien, Fu Kun-chi, Lin Chin-hu, un empleado del gobierno del condado, y el jefe de la sección de medios, Huang Wei-jun, fueron acusados de soborno con 5,26 millones de dólares de fondos públicos.[8][9] Ambos fueron declarados culpables el 18 de febrero de 2020; Hsieh recibió dos deméritos y una multa de 100.000 NTD, Lin recibió una reducción salarial del 10% durante un año y Huang recibió un demérito y una multa de 100.000 NTD.[10]
- El 15 de enero de 2019, Kuan Chung-ming, rector de la Universidad Nacional de Taiwán, fue destituido por violar una ley que prohíbe a los funcionarios públicos ejercer otros cargos. El caso se remitió a la Comisión de Sanciones Disciplinarias para Funcionarios Públicos del Yuan Judicial para determinar su culpabilidad y la sanción correspondiente.[11] Kuan fue declarado culpable el 2 de septiembre de 2019 y amonestado oficialmente.[12]

## Historia

### Teoría constitucional
El concepto de Yuan de Control fue introducido por los Tres Principios del Pueblo de Sun Yat-sen. La teoría proponía una separación de poderes en cinco ramas (en chino tradicional, 五院; pinyin, wǔyuàn; pe̍h-ōe-jī, gō͘-īⁿ). Sun Yat-sen demostró la ventaja de separar el poder de supervisión y auditoría del legislativo mediante la designación de los órganos estatales de la China Imperial. Cita la larga tradición de supervisión empleada en dinastías pasadas, que abarca desde la Censura (御史) establecidos por las dinastías Qin (秦) y Han (漢) a las oficinas tái (臺) y jiàn (諫) establecidas en las dinastías Sui (隋) y Tang (唐) (Los tai fueron seleccionados para supervisar a los funcionarios civiles y militares, mientras que los jian fueron seleccionados para asesorar al emperador en asuntos de supervisión) a la Junta de Censores Públicos (都察院) seleccionada bajo las dinastías Ming (明) y Qing (清). La mayoría de estas oficinas también contaban con sucursales locales y provinciales para supervisar a los gobiernos locales. Bajo la dinastía Qing, la Junta de Censores Públicos estaba compuesta por cuarenta o cincuenta miembros y dos presidentes, uno de ascendencia manchú y el otro de ascendencia china han. En teoría, se les permitía enviar un censor para participar en las reuniones de todas las juntas de gobierno. Las facultades de la Junta se vieron reducidas por la inestabilidad política que precedió al fin del Imperio.
Sin embargo, la Constitución de la República de China de 1947 se inspiró en gran medida en las resoluciones de la Conferencia Consultiva Política celebrada entre el Partido Nacionalista de China (Kuomintang) y el Partido Comunista de China. Carsun Chang, principal autor del borrador de la Constitución en la Conferencia Consultiva Política, consideró que el poder de supervisión y auditoría tradicionalmente reside en la legislatura, así como la propuesta de federalismo del Partido Comunista durante su redacción. Diseñó el Yuan de Control como una cámara del parlamento elegida indirectamente por las legislaturas provinciales de China. El Yuan de Control guarda similitudes con el Senado de los Estados Unidos, que asignó un número similar de escaños a cada provincia de China y tiene la facultad de confirmar muchos cargos públicos importantes en el Yuan Judicial y el Yuan de Examen, designados por el presidente de la república.
En la Constitución de 1947, el Yuan de Control, junto con la Asamblea Nacional y el Yuan Legislativo, formaron cámaras de un parlamento tricameral según la interpretación número 76 de la Constitución del Yuan Judicial en 1957. El Yuan de Control recibió la facultad de solicitar documentos a otras agencias gubernamentales e investigarlas por infracciones o negligencias, como en la ideología de Sun Yat-sen. El auditor general era considerado elegido por el Yuan de Control, quien debía ser nominado por el presidente de la República con el consentimiento del Yuan Legislativo, quien era responsable de presentar informes sobre los presupuestos gubernamentales. Finalmente, el Yuan de Control tenía poder de confirmación para el Presidente, el vicepresidente y los miembros del Yuan Judicial y del Yuan de Examen.